# Турбінне буріння
Турбінне буріння (рос. бурение турбинное, англ. turbodrilling; нім. Turbinenbohren, Turbohren) — спосіб буріння обертового з застосуванням турбобуру як робочого органу. 

## З історії турбінного буріння свердловин
У 1943 р. у Прикарпатті почали повсюдно освоювати обертове буріння з використанням промивальних глинистих рідин.
З 1944 р. турбінний спосіб буріння почали широко застосовувати в нафтогазоносних районах Росії.
У 1947 р. було впроваджено коронку-фрез для відбору керна, а також уперше в Україні застосовано турбінне буріння на свердловині у Бориславі.
Високі техніко-економічні показники буріння турбобуром сприяли тому, що з 1952 р. в Україні і в СРСР роторний спосіб поступився турбінному способу.

## Загальний опис
Ведеться тришарошковими, алмазними і безопорними долотами з композиційних надтвердих матеріалів на глибинах до 3000 м з частотою обертання долота 300—400 об./хв., а в більш глибоких свердловинах — 200—250 об./хв. Турбінне буріння у порівнянні з роторним характеризується більшою механічною швидкістю, але меншою проходкою на рейс долота.
Використовується для буріння експлуатаційних, розвідувальних та інших дослідницьких свердловин (в тому числі Кольської надглибокої свердловини) в породах будь-якої міцності.